# Paul Nilsson (konstnär)
Paul Rickard Nilsson, född 27 februari 1900 i Herredalen, Karlanda församling, Värmlands län, död 27 oktober 1991 i Koppom, Järnskogs församling, Värmlands län, var en svensk målare. 
Han var son till hemmansägaren Nils Nilsson och Inga Maria Andersson. Gift med konstnären Anna Elisabet Olsson
Nilsson studerade konst en kort tid vid Althins målarskola i Stockholm, Han debuterade i Värmländska konstnärsförbundets utställning 1925 och i Värmlands konstförenings utställning i Karlstad 1959. Tillsammans med Lars Sjögren ställde han ut i Säffle 1951.